# Spaniophylla epiclithra
Spaniophylla epiclithra är en fjärilsart som beskrevs av Turner 1917. Spaniophylla epiclithra ingår i släktet Spaniophylla och familjen spinnmalar. Inga underarter finns listade i Catalogue of Life.